# Sint-Heribertuskerk
De Sint-Heribertuskerk is een kerkgebouw in Remersdaal in de Belgische gemeente Voeren in Limburg. De huidige kerk ligt aan het kruispunt in het dorp. De oorspronkelijke kerk bevond zich vroeger zuidwestelijker waar nu nog het kerkhof gelegen is.
De kerk is de parochiekerk van het dorp en is gewijd aan Sint-Heribertus.

## Opbouw
De kerk is in neogotische stijl opgetrokken en met zijn noordwest-zuidoost positionering van de lengte-as georiënteerd op het bestaande stratenplan van het dorp. Het basilicale gebouw bestaat uit een half ingebouwde westtoren, een driebeukig schip met zes traveeën en een koor met vlakke sluiting en twee rechte traveeën. Aan de zuidwestzijde wordt ze geflankeerd door de sacristie en aan de noordoostzijde door het oratorium van de heren van Obsinnich. Naar dit oratorium toe is de noordoostzijde van het koor opengewerkt door de lambrisering heen.
Het gebouw heeft verder een hoge bakstenen plint, hardstenen omlijstingen van muuropeningen, hardstenen afdekkingen van steunbeerversnijdingen, hardstenen puntgevels, en voor het maaswerk van de vensters is er een zacht, geel natuursteen gebruikt.
De toren heeft twee geledingen, waarvan de bovenste octagonaal van vorm is, met op elk van de acht zijden een puntgevel. De onderste geleding wordt door overhoekse en loodrecht op elkaar gestelde steunberen geflankeerd. Het portaal is rechthoekig met daarboven een breed spitsboogvenster. Zowel het portaal als dat venster worden geprofileerd door een spitsboogvormige omlijsting met puntgevelbekroning. Ook de galmgaten hebben een spitsboogvorm met maaswerk. De toren wordt bekroond door een ingesnoerde naaldspits.
Het schip heeft een basilicale opstand met spitsboogvensters met maaswerk. De zijbeuken zijn uitgewerkt als dwarskapellen met ieder eigen zadeldaken. Het middenschip is gescheiden van de zijbeuken door middel van spitsboogarcades op zuilen met bladkapiteel en heeft kruisribgewelven op colonnetten met gelijkaardig kapiteel als overwelving.

## Geschiedenis
In 1447 wordt er een kerk vermeld.
In 1624 wordt er melding gemaakt van "capella sub Teuven".
In 1876-1879 wordt de huidige kerk gebouw naar het ontwerp van architect L. Blandot van Huy. Daarvoor werd de oude kerk afgebroken.